# Джуффрида, Одетте
Одетте Джуффрида (итал. Odette Giuffrida; род. 12 октября 1994 года) — итальянская дзюдоистка. Серебряный призёр Олимпийских игр (2016) и бронзовый призёр Олимпийских игр (2020). Чемпионка мира 2024 года. Четырёхкратный бронзовый призёр чемпионатов Европы по дзюдо среди молодёжи (U23) (2011, 2012, 2013, 2014). В феврале 2016 года вошла в Топ-10 мирового рейтинга женского дзюдо. Чемпионка Европы 2020 года, четырёхкратный серебряный призёр чемпионатов Европы. 

## Биография и карьера
Детство Одетте провела в Монте-Сакро — пригороде Рима. Начала заниматься дзюдо в 6 лет благодаря своему брату Сальваторе.
Дебютировала на международных соревнованиях в 2009 году. В 2013 и 2014 году побеждала на юниорских чемпионатах Европы. В 2011—2014 годах была бронзовым призёром молодёжных чемпионатов Европы. В 2015 году на первых Европейских играх в Баку стала бронзовым призёром в командном зачёте.
На Олимпиаде 2016 года в Рио-де-Жанейро Одетте дошла до финала, в котором проиграла косовской дзюдоистке Майлинде Кельменди:
| Круг  | Соперник                 | Счёт    | Итог      |
| ----- | ------------------------ | ------- | --------- |
| 1/8   | Марен Кре (GER)          | 001—000 | Победа    |
| 1/4   | Андрея Кицу (ROU)        | 001—000 | Победа    |
| 1/2   | Ма Иннань (CHN)          | 000—000 | Победа    |
| Финал | Майлинда Кельменди (KOS) | 000—001 | Поражение |

В 2020 году на чемпионате Европы в ноябре в чешской столице, Джуффрида смогла завоевать чемпионский титул в категории до 52 кг. В финале поборола румынскую спортсменку Андрею Кицу.
На чемпионате Европы 2021 в португальской столице Лиссабоне, в весовой категории до 52 кг, итальянская спортсменка выиграла серебряную медаль уступив в финале француженки Амандин Бюшар.
В мае 2023 года, в столице Катаре, на чемпионате мира, итальянская дзюдоистка в весовой категории до 52 кг стала обладателем бронзовой медали, в поединке за третье место поборов спортсменку из Косово Дистрию Красничи.
Весной 2024 года на предолимпийском чемпионате мира, который состоялся в Объединённых Арабских Эмиратах, Одетте завоевала золотую медаль, став впервые в карьере чемпионкой мира. В финале она победила спортсменку из Узбекистана Диёру Килдиёрову.
В апреле 2025 года на чемпионате Европы в Подгорице в категории до 52 кг завоевала серебряную медаль. В финальной схватке уступила сопернице из Косово Дистрию Красничи.